# Geigy
Geigy était une société de l'industrie chimique suisse. En 1970, elle a fusionné avec Ciba pour former Ciba-Geigy. 

## Histoire
Les origines de Geigy remontent à l'année 1758, date à laquelle Johann Rudolf Geigy-Gemuseus (1733-1793) fonde un commerce de produits chimiques et pharmaceutiques à Bâle. En 1857, un de ses descendants, Johann Rudolf Geigy Merian (1830-1917) construit à Bâle, avec un associé, un moulin pour pouvoir produire des pigments. Peu après, les deux collaborateurs se lancent dans la production de fuchsine synthétique. 
Du début du XIXe siècle jusqu'aux années 1930, Geigy se concentre essentiellement dans le marché des teintures, des pigments et du textile. Elle construit plusieurs usines durant ces années : à Moscou, en 1915, et en Grande-Bretagne en 1920. En 1935, l'entreprise se lance dans le marché des insecticides, puis, trois ans plus tard, lance un programme de recherche en pharmaceutique. Une nouvelle usine fait son apparition au sein du complexe industriel de Schweizerhalle près de Bâle.

## Produits pharmaceutiques et phytopharmaceutiques
Geigy est plus connue pour être à l'origine de l'utilisation du DDT comme insecticide. C'est en 1938 que Paul Müller (prix Nobel de médecine en 1948) découvre les propriétés neurotoxiques du DDT sur les insectes.
Geigy produit par la suite d'autres substances destinées à l'agriculture et à la médecine :
- des herbicides à base de triazines dont la simazine (1956)[4] ;
- un antidépresseur nommé Tofranil (1958)[5] ;
- un diurétique, l'Hygrotone (1959)[6] ;
- un anticonvulsant, le Tegretol (1963)[7].

## Publicité
Geigy s'est peut-être rendue célèbre par ces affiches de design de style suisse. Une équipe de 150 employés travaillaient pour la communication visuelle de la firme, dont, en guise de directeur artistique, Max Schmid, célèbre graphiste suisse.

## Fusion avec Ciba
En 1970, Geigy fusionne avec Ciba pour former Ciba-Geigy qui prendra le nom de Ciba en 1992, puis la branche pharmaceutique fusionnera avec Sandoz en 1996 pour former Novartis. Les autres divisions de spécialités chimiques poursuivront leurs activités sous le nom de Ciba jusqu'en 2006, date à laquelle la firme Hunstman rachetera la branche colorant textile, et BASF le restant des spécialités chimiques en 2008.